# Конкорд (Њу Хемпшир)
Конкорд (енгл. Concord) главни је град у америчке савезне државе Њу Хемпшир. По подацима из 2008. године у граду је живело 42.255 становника.

## Географија
Конкорд се налази на надморској висини од 88 m. 

## Демографија
По попису из 2010. године број становника је 42.695, што је 2.008 (4,9%) становника више него 2000. године.
|                   | 2010.           | 2000.           |
| Укупно            | 42 695 (100,0%) | 40 687 (100,0%) |
| Белци             | 38 630 (90,48%) | 38 484 (94,59%) |
| Остали            | 1 646 (3,855%)  | 593 (1,457%)    |
| Азијати           | 1 451 (3,399%)  | 598 (1,470%)    |
| Хиспаноамериканци | 878 (2,056%)    | 591 (1,453%)    |
| Афроамериканци    | 90 (0,211%)     | 421 (1,035%)    |